# Saint-Gildas-des-Bois
Saint-Gildas-des-Bois är en kommun i departementet Loire-Atlantique i regionen Pays de la Loire i nordvästra Frankrike. Kommunen ligger i kantonen Saint-Gildas-des-Bois som tillhör arrondissementet Saint-Nazaire. År 2022 hade Saint-Gildas-des-Bois 3 790 invånare.

## Befolkningsutveckling
Antalet invånare i kommunen Saint-Gildas-des-Bois
| Referens: INSEE |